# گودای توموآتسو
گودای توموآتسو ((به ژاپنی: 五代友厚 Godai Tomoatsu); ۱۲ فوریهٔ ۱۸۳۶ – ۲۵ سپتامبر ۱۸۸۵) سامورایی، و اهالی کسب‌وکار اهل ژاپن بود.
وی همچنین برندهٔ جوایزی همچون نشان خورشید فروزان شده‌است.